# Boksning under sommer-OL 1904
Boksning var for første gang på det olympiske program under Sommer-OL 1904 i St. Louis. Den olympiske bokseturnering blev afviklet i dagene 21.- 23. september 1904. Der blev i den olympiske bokseturnering bokset i syv vægtklasser, og med 3 medaljer pr. vægtklasse var der mulighed for i alt 21 medaljer, men i enkelte vægtklasser var der ikke tilstrækkeligt antal tilmeldte, og der blev således alene uddelt 18 medaljer. Der var alene tilmeldt 42 boksere, der alle kom fra USA. 
Det var muligt for boksere i lettere vægtklasser at deltage i tungere klasser. Oliver Kirk vandt guld i bantamvægt og i fjervægt, og blev dermed den eneste, der har vundet to guldmedaljer i boksning ved samme OL. George Finnegan, Harry Spanger og Charles Mayer vandt alle hver én guld- og én sølvmedalje. 

## Medaljer efter land
| Medaljer ved OL 1904 pr. land | Medaljer ved OL 1904 pr. land | Medaljer ved OL 1904 pr. land | Medaljer ved OL 1904 pr. land | Medaljer ved OL 1904 pr. land | Medaljer ved OL 1904 pr. land |
| ----------------------------- | ----------------------------- | ----------------------------- | ----------------------------- | ----------------------------- | ----------------------------- |
| Nr.                           | Land                          | Guld                          | Sølv                          | Bronze                        | Total                         |
| 1                             | USA                           | 7                             | 7                             | 4                             | 18                            |

## Fluevægt(47,63 kg)
| Medalje | Land | Bokser          |
| ------- | ---- | --------------- |
| Guld    | USA  | George Finnegan |
| Sølv    | USA  | Miles Burke     |
| Bronze  |      | Ingen           |

## Bantamvægt(52,16 kg)
| Medalje | Land | Bokser          |
| ------- | ---- | --------------- |
| Guld    | USA  | Oliver Kirk     |
| Sølv    | USA  | George Finnegan |
| Bronze  |      | Ingen           |

## Fjervægt(56,70 kg)
| Medalje | Land | Bokser            |
| ------- | ---- | ----------------- |
| Guld    | USA  | Oliver Kirk       |
| Sølv    | USA  | Frank Haller      |
| Bronze  | USA  | Frederick Gilmore |

## Letvægt(61,24 kg)
| Medalje | Land | Udøver           |
| ------- | ---- | ---------------- |
| Guld    | USA  | Harry Spanger    |
| Sølv    | USA  | Russell van Horn |
| Bronze  | USA  | Peter Sturholdt  |

I november 1905 blev sølvvinderen Jack Egan diskvalificeret af AAU på grund af, at han havde bokset under falskt navn; han hed egentlig Frank Joseph Floyd. Van Horn blev sølvvinder og Sturholdt som kom på fjerdepladsen fik bronze.

## Weltervægt(65,27 kg)
| Medalje | Land | Bokser        |
| ------- | ---- | ------------- |
| Guld    | USA  | Albert Young  |
| Sølv    | USA  | Harry Spanger |
| Bronze  | USA  | Joseph Lydon  |

I november 1905 blev bronzevinderen Jack Egan diskvalificeret af AAU på grund af, at han havde bokset under falskt navn; han hed egentlig Frank Joseph Floyd. Joseph Lydon, som kom på fjerdepladsen fik derfor bronze.

## Mellemvægt(71,67 kg)
| Medalje | Land | Bokser            |
| ------- | ---- | ----------------- |
| Guld    | USA  | Charles Mayer     |
| Sølv    | USA  | Benjamin Spradley |
| Bronze  |      | Ingen             |

## Sværvægt(over 71,67 kg)
| Medalje | Land | Bokser           |
| ------- | ---- | ---------------- |
| Guld    | USA  | Samuel Berger    |
| Sølv    | USA  | Charles Mayer    |
| Bronze  | USA  | William Michaels |